# Mendiculeia
Mediculeia fou una ciutat situada a l'interior de Lusitània, a la riba del Tagus (Tajo). El seu nom apareix en grec com Μενδικουληΐα i com Μενδηκουλία.